# Olchowo (Białoruś)
Olchowo (biał. Альхова; ros. Ольхово) – wieś na Białorusi, w obwodzie grodzieńskim, w rejonie wołkowyskim, w sielsowiecie Roś.
W dwudziestoleciu międzywojennym leżało w Polsce, w województwie białostockim, w powiecie wołkowyskim, do 30 grudnia 1922 w gminie Tereszki, następnie w gminie Roś.